# Hans Friedrich Brentel (II.)
Hans Friedrich Brentel (* um 1600 in Burglengenfeld (unsicher); † 1634 in Bayreuth) war ein Maler und Münzeisenschneider in Franken. Er war der ältere Sohn des Malers Elias Brentel, sowie ein Bruder des Malers Friedrich Brentel (II.).

## Leben
Hans Friedrich Brentel war der älteste Sohn seines Vaters Elias und dessen erster Ehefrau Veronica. Vom Vater lernte er das Malerhandwerk. Möglicherweise verließ er Burglengenfeld zum gleichen Zeitpunkt wie sein Vater. Anfang 1622 bekam er das Angebot, Münzeisen (Münzprägestempel) in der neuerrichteten „Münze zu Schauenstein“ zu schneiden. Dies spricht für eine gewisse Bekanntheit als Maler und für eine Erfahrung in der Metallbearbeitung, die er sich zusätzlich zum Malen beigebracht haben muss. Diese brandenburg-fränkische Münzstätte prägte sogenannte Kippermünzen am Anfang des Dreißigjährigen Krieges. Im Rahmen seiner Anstellung in Schauenstein machte Brentel wahrscheinlich auch Kleinmünzstempel für die „Münze in Rehau“. Die beiden Kippermünzstätten wurden am 28. September 1622 wieder geschlossen. Der von Brentel für die Schauensteiner Münze gefertigte Schnitt des Sechsbätzners zeichnet sich durch Starrheit aus. Inmitten in der Zeit der Arbeit als Münzeisenschneider, am 25. Juni 1622 heiratete Brentel in Bayreuth Catharina von der Stadt, eine Tochter des damals bereits verstorbenen Nürnberger Juweliers Johann von der Stadt. Es ist zwar bekannt, dass Hans Friedrich Brentel grundsätzlich Kunstmaler war, doch über diese Tätigkeit von ihm wurde bisher nichts in Erfahrung gebracht.